# Cigala del pi
La cigala del pi (Cicada orni) és una espècie d'hemípter de la família dels cicàdids, comuna en Europa del sud i central, Pròxim Orient i Àfrica del Nord.
La denominació del gènere prové del terme llatí "cicada", que significa "brunzidor", mentre que el nom de l'espècie prové possiblement de Fraxinus ornus (freixe de flor), ja que aquesta cigala sovint diposita els seus ous sobre les branques d'aquest arbre.

## Morfologia
Els adults de C. orni mesuren aproximadament 25 mil·límetres de longitud, amb una envergadura alar d'uns 70 mil·límetres. Tenen una coloració críptica que varia de marró a gris. L'abdomen té segments vermellosos i pubescència sedosa. El cap té ulls grossos i prominents, tres petits (ocels) situats a la part superior, antenes molt curtes i una llarga probòscide que l'insecte utilitza per alimentar-se de la saba de les plantes. Les ales anteriors són transparents i membranoses, amb venes ben marcades i diverses taques negres característiques.

## Història natural
Les cigales adultes són freqüents a l'estiu alimentant-se de la saba d'arbres i arbustos, gràcies a les seves peces bucals ben adaptades per a la perforació i la succió. Es tracta d'una espècie clarament arborícola, fàcil de trobar en terrenys cultivats, com oliveres, ametllers i fruiters.
Només els mascles produeixen el seu ben conegut cant, un grinyol causat per la contracció i relaxació de les seves membranes abdominals ("tymbal"). Aquest cant compleix la funció d'atracció sexual de les femelles. Normalment els mascles canten en grups de molts individus sobre les assolellades branques dels arbres. Quan les femelles s'acosten als mascles, té lloc el festeig, en el qual les cigales repetidament s'agafen i toquen mútuament amb les seves potes. Al final d'aquest procés s'aparellen en aquest mateix lloc.
Les cigales adultes ponen els ous a l'estiu, i les nimfes naixen finals d'estiu o a la tardor. En contrast amb el mes i mig que dura la seva fase adulta, les nimfes viuen diversos anys sota terra, alimentant-se del suc de les arrels de les plantes.

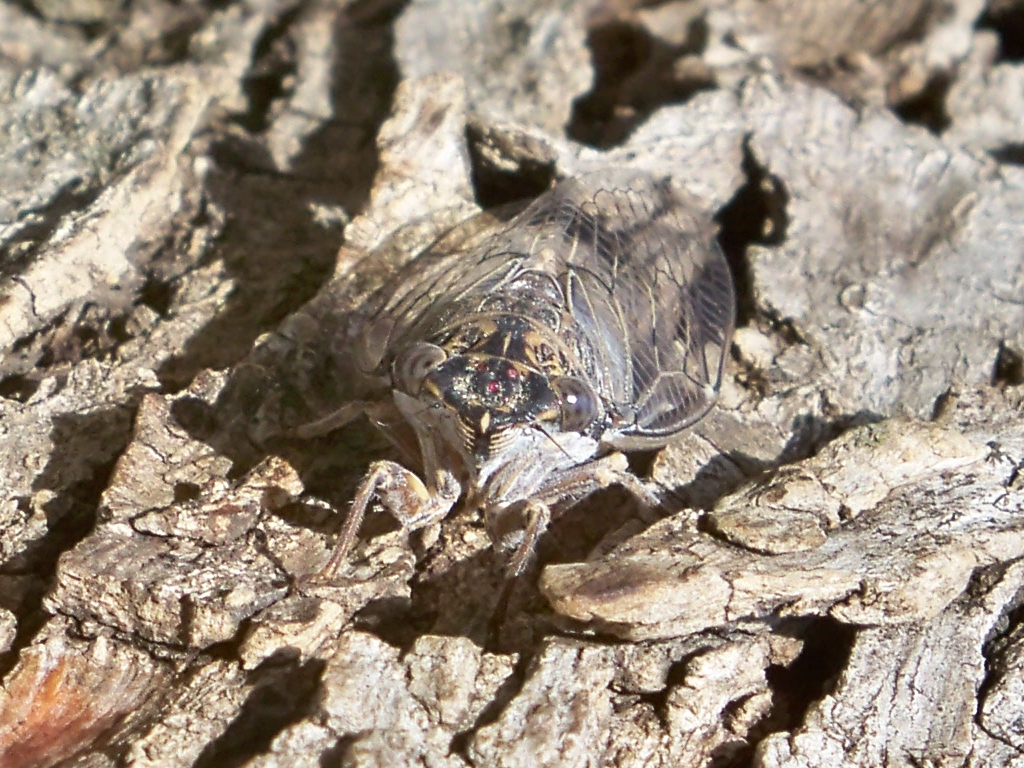
Cicada orni, vista frontal.
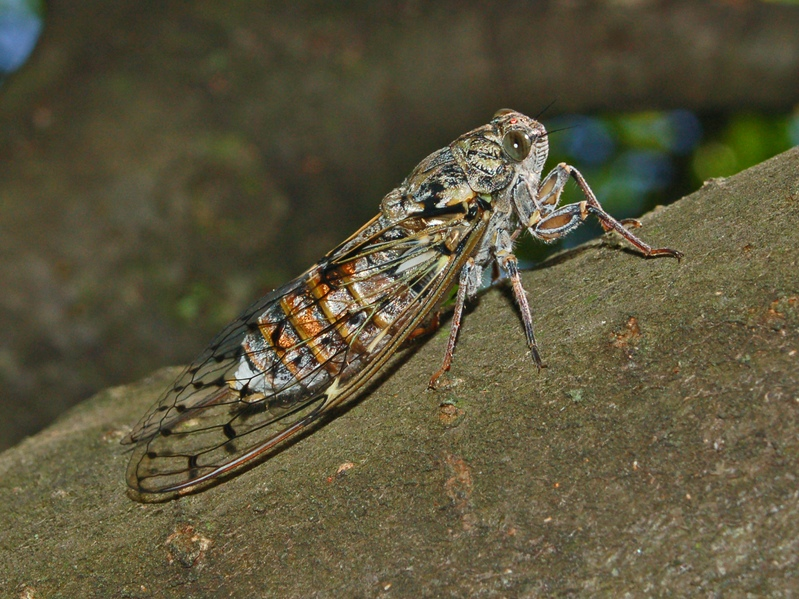
Cicada orni, vista lateral.
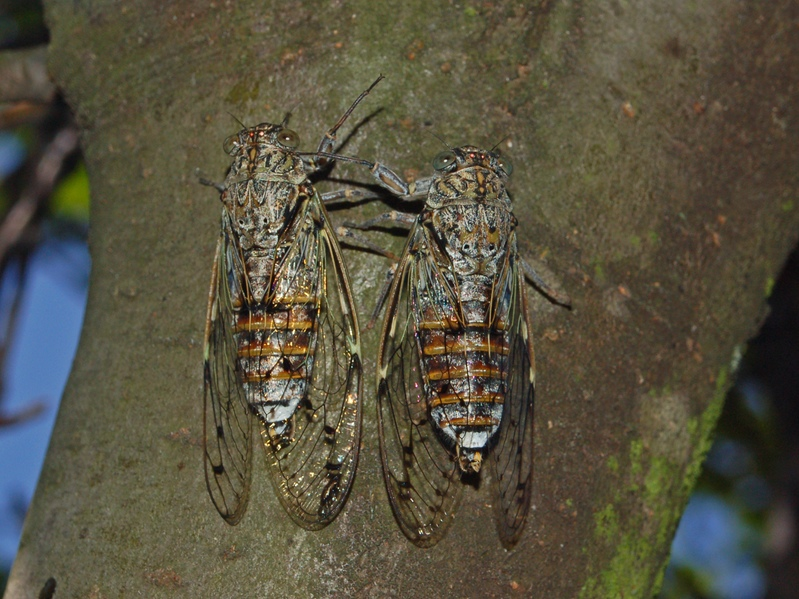
Cicada orni, el festeig.
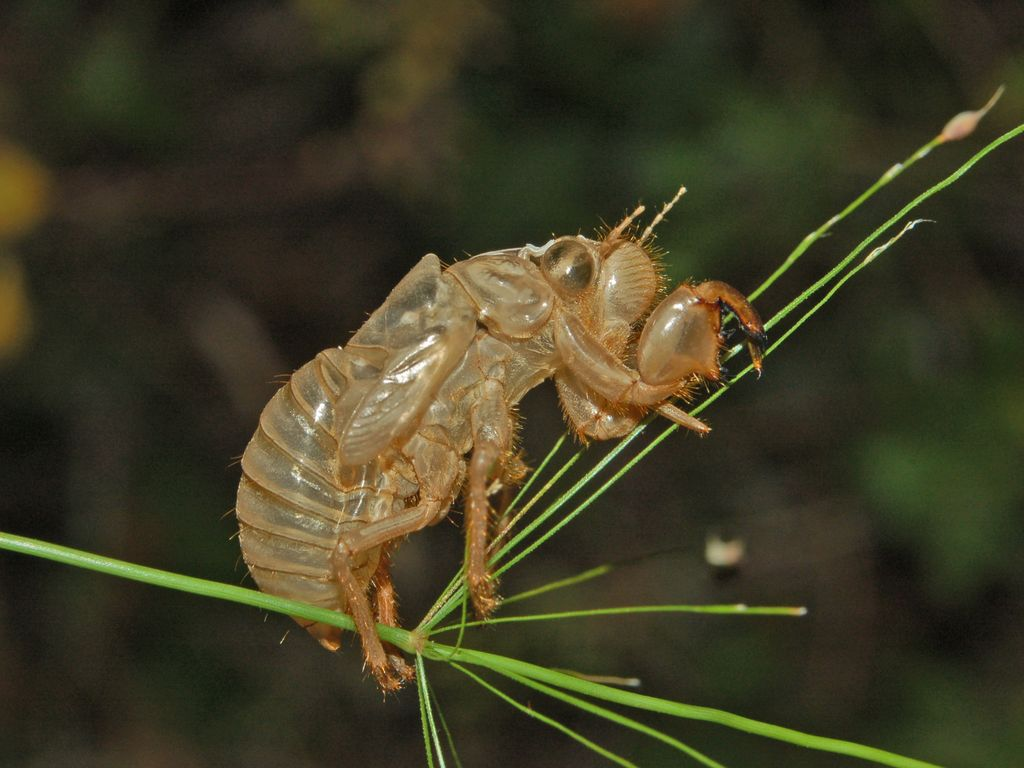
Exúvia de Cicada orni.